# Johannes Müller (Politiker, 1969)
Johannes Müller (* 22. März 1969 in Dresden) ist ein deutscher Politiker (NPD) und Arzt.

## Leben
Nach dem Studium der Humanmedizin an der Humboldt-Universität zu Berlin, dem Klinischen Studium der Humanmedizin an der Medizinischen Fakultät der TU Dresden sowie dem praktischen Jahr am Kreiskrankenhaus Sebnitz war Müller zunächst in der Falkensteinklinik Bad Schandau tätig. 1997 erfolgte seine Approbation zum Arzt, 2003 wurde er promoviert. Bis 2004 arbeitete er als Assistenzarzt in Weiterbildung in Bad Schandau. Er ist seitdem als Facharzt für Innere und Allgemeinmedizin tätig.

## Politische Karriere
1988 bis 1992 war er Mitglied der CDUD bzw. ab 1990 der CDU, 1998 schloss er sich der NPD an. Seit 1999 war Müller für die NPD Kreisvorsitzender in der Sächsischen Schweiz, Mitglied im Stadtrat von Sebnitz sowie Fraktionsvorsitzender der Fraktion im Kreisrat Sächsische Schweiz. Von 2004 bis 2014 war Müller Mitglied sowie stellvertretender NPD-Fraktionsvorsitzender im sächsischen Landtag. Nach dem Unfalltod von Uwe Leichsenring übernahm er zusätzlich dessen Funktion als Parlamentarischer Geschäftsführer.
Am 21. Januar 2005 verließ Müller zusammen mit der gesamten NPD-Fraktion den sächsischen Landtag, um nicht an einer Gedenkminute für die Opfer des nationalsozialistischen Terrors teilnehmen zu müssen.
Müller kandidierte im Mai 2008 nach dem Rücktritt von Georg Milbradt für das Amt des sächsischen Ministerpräsidenten. Er erhielt elf Stimmen und damit drei mehr als die NPD-Fraktion Sitze hatte, möglicherweise von jenen drei ehemaligen NPD-Abgeordneten, die zum Zeitpunkt der Abstimmung parteilos waren. Müller war 2009, 2010 und 2012 Mitglied der Bundesversammlung.
Nach dem Rücktritt von Holger Apfel als Fraktionsvorsitzender übernahm Müller kommissarisch den Vorsitz der NPD-Fraktion. Mit dem Ausscheiden der NPD aus dem Landtag bei der Landtagswahl in Sachsen 2014 verlor er sein Abgeordnetenmandat.
Nach eigenen Angaben verließ Müller 2018 die Partei und kandidierte 2019 als parteiloser Direktkandidat ohne Erfolg für den Wahlkreis 51 (Sächsische Schweiz) des sächsischen Landtags.